# 四斑擬鱸
四斑擬鱸，又稱肩斑虎鱚、肩斑擬鱸，俗名海狗甘仔、舉目魚、沙鱸，為輻鰭魚綱鱸形目鱷鱚亞目虎鱚科擬鱸屬的其中一種。

## 分布
本魚分布於印度西太平洋區，包括波斯灣、印度、斯里蘭卡、聖誕島、可可群島、日本、台灣、越南、菲律賓、印尼、巴布亞紐幾內亞、澳洲、關島、馬紹爾群島、東加、馬里亞納群島、新喀里多尼亞、密克羅尼西亞、薩摩亞群島等海域。

## 深度
水深3至50公尺。

## 特徵
本魚體近圓柱形，被小型櫛鱗或圓鱗。腭骨無齒，下頷外列齒6枚。頭部上方具有2個鑲白邊的黑斑，體側下方具有9條附有小黑點之垂直橫帶。尾鰭有多數小黑點，中間鰭條部位白色。胸鰭基部下緣有一小圓點，背鰭硬棘4至5枚；背鰭軟條20至21枚；臀鰭硬棘1枚；臀鰭軟條17枚，體長可達24公分。

## 生態
本魚主要棲息在開放的沙地或碎石區，有時也在珊瑚礁出現，屬肉食性，以小魚或底棲無脊椎動物為食。

## 經濟利用
可食用，適合油炸，但多以下雜魚處理。